# 阿爾凱亞

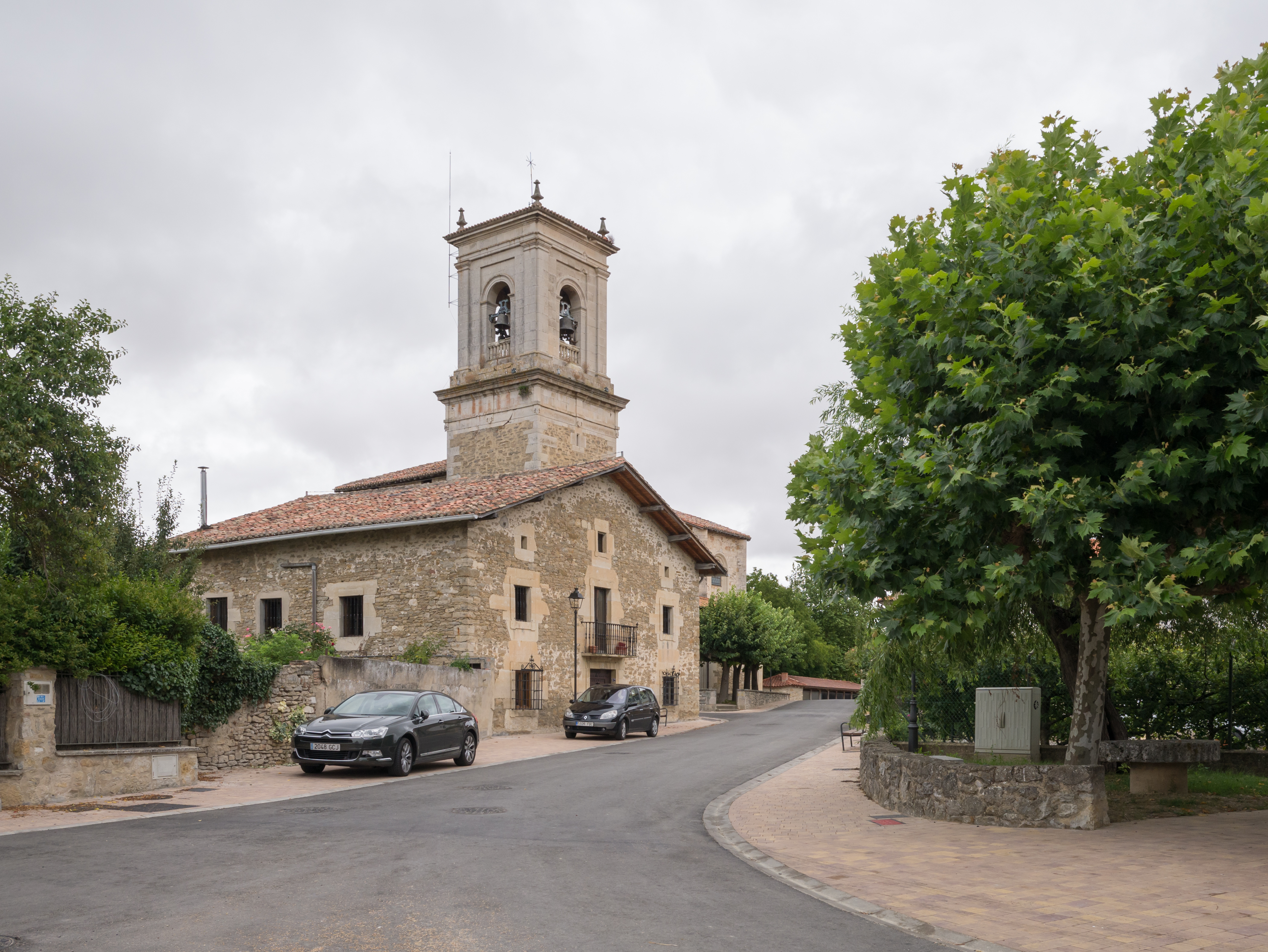
阿尔凯亚境內的教堂

阿爾凱亞（Arkaia）是位于西班牙巴斯克地區阿拉瓦省维多利亚东侧的一个小村庄。 2017年時當地有78名居民。洛伦佐·普雷斯塔梅罗在18世纪時在當地发现了古罗马浴室遺址。